# Nathália Timberg
Pour les articles homonymes, voir Timberg.
Nathália Elisa Timberg, née le 5 août 1929 à Rio de Janeiro, est une actrice brésilienne, de père polonais et de mère belge,,.
Nathália est considérée comme l'une des grandes actrices brésiliennes. Elle a participé à de nombreux programmes du cycle du Grande Teatro Tupi, de la télévision Tupi São Paulo, dirigée par Fernando Torres, Sérgio Britto et Flávio Rangel. À la télévision, elle a été membre de la distribution de plusieurs séries et télénovelas, avec des personnages exceptionnels. Elle a participé à l'un des premiers programmes d'information de Rede Globo, Tele Globo.
Certaines de ses œuvres sont considérées comme des classiques de la télédramaturgie, comme la première version brésilienne de O Direito de Nascer, la version du roman A Muralha écrit par Ivani Ribeiro pour la télévision Excelsior, La Préférée, Elas por Elas, Ti Ti Ti, Vale Tudo, Pantanal, O Dono do Mundo, Força de um Desejo, Celebridade, entre autres.
À la fin des années 1940, elle est diplômée de l'École des beaux-arts de l'ancienne Université du Brésil, aujourd'hui l'Université fédérale de Rio de Janeiro.
En 2016, le réalisateur Wolf Maya inaugure le Théâtre Nathália Timberg, en l'honneur de l'actrice.